# Hydroment
Hydroment is een saneerpleister voor vochtige en zouthoudende buitenmuren. Een speciale minerale samenstelling maakt de toepassing van dit pleister mogelijk bij met vocht of zouten belaste muren. Hydroment is er al sinds de jaren 40. Na het verdwijnen van de markt wordt het product sinds de jaren 80 weer geproduceerd en toegepast.
Het hier beschreven bouwmateriaal mag niet verwisseld worden met een gelijknamig merk van tegellijmen en coatings van het Amerikaanse bedrijf Bostik.
De wetenschappelijke voortgang zette chemici er toe in opdracht van architecten, bouwheren en monumentenbeheerders om in samenwerking met de bouwmaterialenindustrie een speciale pleister te ontwikkelen die de bestaande schade aan muren kan stoppen en een nieuwe volwaardige bescherming van het gebouw vormt.
De naam van het zo ontstane Hydroment bouwhulpstof was afgeleid van hudor ~ (Grieks voor water) en cement. Het bestaat onder andere uit zand, cement en speciale poriënvormend additief zoals glasgranulaten, waardoor de waterdamp gemakkelijk kan passeren, waardoor zoutvorming in het pleister wordt voorkomen.
Hydroment wordt daarom ook wel vochtonttrekkend of vochtregulerend pleister genoemd. Het wordt voor een goede hechting en beter effect lagen tot 20 mm dik aangebracht.
Zelfs later indringend vocht hecht het pleister aan de ondergrond.

## Vroeger Hydromentwerk in Berlijn

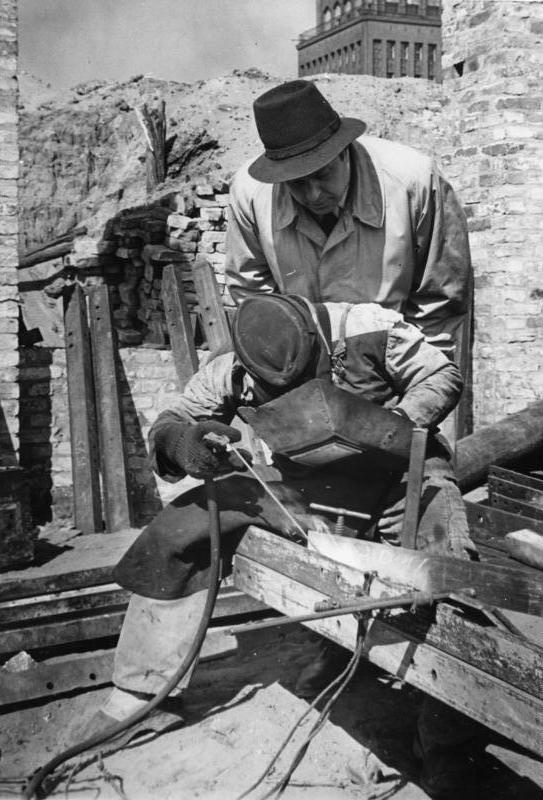
1949: Herstellingswerken aan Hydromentwerk Rummelsburg onder toezicht van Architekt Leowald

In de 20ste eeuw werd in het stadsdeel Berlin-Rummelsburg van het huidige district Lichtenberg een productie voor Hydroment opgebouwd.
De ontwerpen van de fabrieksgebouwen stammen van de architect Georg Leowald. Deze Hydromentwerk Rummelsburg genoemde fabriek bevond zich in de buurt van de energiecentrale
Klingenberg. De fabriek ontving de grondstoffen via de rivier.
Na het einde van de Tweede Wereldoorlog, werd de productie voorlopig stilgelegd. De Sovjet-Russische stadscommandant heeft het gebouw van 1947 tot 1949 als commandopost gebruikt.
De resterende oorlogsschade werd hersteld in 1949, zoals een foto van het Bundesbildarchivs toont. Het is niet bekend wat er met het gebouw in de tijd van de Duitse Democratische Republiek is geworden.

## Hydroment in het heden
In de jaren 70 werd de productie van het speciale mortel weer in de Duitsland opgestart. Het kreeg de gepatenteerte naam Hydroment® Transputz, heeft het CE-markering en voldoet aan de Europese Norm DIN EN 998-1 voor pleisters.
Volgens de fabrikant werden reeds vele miljoenen vierkante meters vochtige en zouthoudende muren, voornamelijk in Duitsland, maar ook in andere Europese landen succesvol gesaneerd.
Het product wordt sindsdien permanent doorontwikkeld.
Hydroment wordt sinds 2009 in Nederland en België verdeeld door Hydrosolf Benelux. In Nederland is onder andere het voormalig Oostelijk Stoomgemaal van het Hoogheemraadschap van Schieland met Hydroment gesaneerd. In België onder andere de Sint Vedastuskerk te Zerkegem

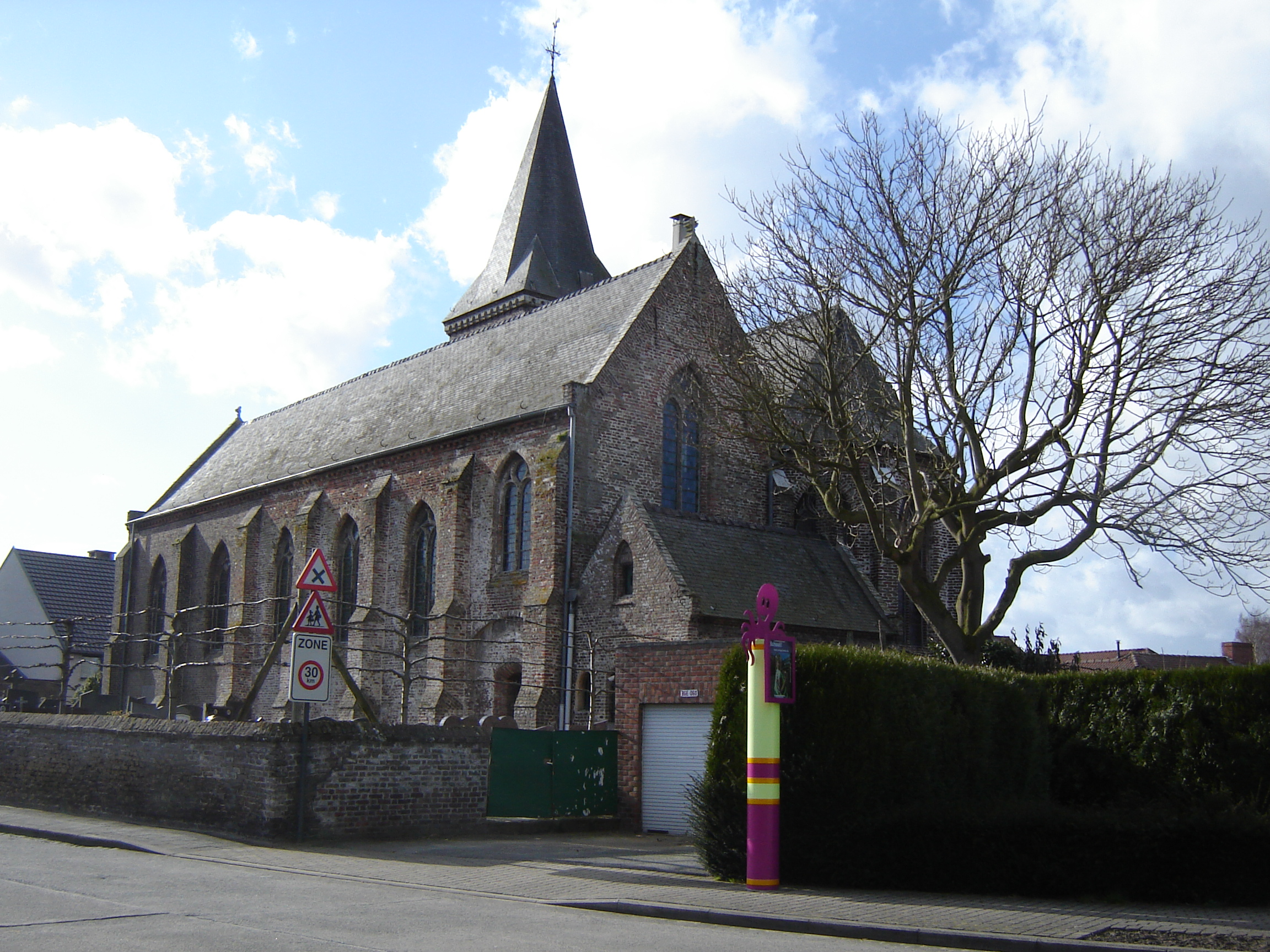
De in 2010 door Architect Peter Boes gesaneerde Sint Vedastuskerk

## Weblinks
- Privehomepage met details over Hydroment[dode link]
- Voor en na foto's van een met Hydroment gesaneerde voormalige paardenstal
- Website van importeur voor Benelux